# Кошарка за жене на Летњим олимпијским играма 2008.
Кошарка за жене на Олимпијским играма 2008. је 9 такмичење женских кошаркашких репрезнтација на Олимпијским играма. Такмичење се одржавало од 9. августа до 23. августа у Palais omnisports de Wukesong у Пекингу.
На турниру је играло 12 екипа, које су биле подељене у две групе по шест, у којима се игратло по једноструком бод систему (свако са сваким једну утакмицу). Прве четири екипе из сваке групе су се пласирале у четвртфинале, које се играло по куп систему, где су се унакрсно састале репрезентација која је освојила прво место у првој групи против репрезентације к која је осваојила четврто место у другој групи и исто тако и са прваком друге групе по систему А1:Б4, А2:Б3, А3:Б2, А4:Б1. Победници ових сусрета су се пласирали у полуфинале по истом распореду (унакрсно).

## Земље учеснице турнира
Свакој репрезентацији је омогућено да има највише 12 играча. На турниру је укупно било 144 играчица који су представљали 12 репрезентација учесница. На кошаркашком турниру је одиграно укупно 42 утакмице.
| - Аустралија - Бразил - Белорусија - Кина - Јужна Кореја - Летонија | - Нови Зеланд - Русија - Сједињене Америчке Државе - Мали - Чешка - Шпанија |

| Такмичење                              | Датум                            | Место        | Број | Квалификовани    |
| -------------------------------------- | -------------------------------- | ------------ | ---- | ---------------- |
| Земља домаћин                          | -                                | -            | 1    | Кина             |
| Светско првенство у кошарци 2006..     | 12—23. септембар 2006.           | Бразил       | 1    | Аустралија       |
| Афричко првенство у кошарци 2007.      | 21 — 30. септембар 2007.         | Сенегал      | 1    | Мали             |
| Азијско првенство у кошарци 2007.      | 3 – 10. јун 2007.                | Јужна Кореја | 1    | Јужна Кореја     |
| Првенство Америке у кошарци 2007.      | 23 — 30. септембра 2007.         | Чиле         | 1    | Сједињене Државе |
| Европско првенство у кошарци 2007.     | 24. септембар - 7. октобар 2007. | Италија      | 1    | Русија           |
| Океанијско првенство у кошарци 2007.   | 20. - 24. август 2007.           | Аустралија   | 1    | Нови Зеланд      |
| Олимпијски квалификациони турнир 2008. | 9 - 15. јун 2008.                | Грчка Атина  | 5    | А Б Ц Д E        |
| Укупно                                 |                                  |              | 12   |                  |

## Резултати

### Група A
| Репрезентација | Поб | Изг | К+  | К-  | КР   | Бод | Раз. |
| -------------- | --- | --- | --- | --- | ---- | --- | ---- |
| Аустралија     | 5   | 0   | 424 | 319 | +105 | 10  |      |
| Русија         | 4   | 1   | 339 | 333 | +6   | 9   |      |
| Белорусија     | 2   | 3   | 324 | 332 | -8   | 7   | 1-0  |
| Јужна Кореја   | 2   | 3   | 327 | 360 | -33  | 7   | 0-1  |
| Летонија       | 1   | 4   | 334 | 387 | -53  | 6   | 1-0  |
| Бразил         | 1   | 4   | 337 | 354 | -17  | 6   | 0-1  |

| 9. август 09:00 | Извештај 1 | Белорусија                                                               | 64 : 83 | Аустралија                      | Спортска хала Вуксонг, Пекинг · Гледаоци: 11.083 · Судије: · Грчка Николаос Завланос · Канада Давна Таунсенд · Кувајт Мохамад Ал-Амири |  |
| 9. август 09:00 | Извештај 1 | Четвртине: 12–19, 16–25 , 22–21, 14–18                                   |         |                                 | Спортска хала Вуксонг, Пекинг · Гледаоци: 11.083 · Судије: · Грчка Николаос Завланос · Канада Давна Таунсенд · Кувајт Мохамад Ал-Амири |  |
| 9. август 09:00 | Извештај 1 | Поени: Лучанка 13, Троина 13 Скокови: Лучанка 10 Асистенције: Марчанка 2 |         | Џексон 18 Батковић 12 Харовер 5 | Спортска хала Вуксонг, Пекинг · Гледаоци: 11.083 · Судије: · Грчка Николаос Завланос · Канада Давна Таунсенд · Кувајт Мохамад Ал-Амири |  |

| 9. август 16:45 | Извештај 4 | Јужна Кореја                                             | 68 : 62 (продужеци) | Бразил                            | Спортска хала Вуксонг, Пекинг · Гледаоци: 11.083 · Судије: · Италија Фабио Факини · Мозамбик Абре Мухима · Србија Јасмина Татић |  |
| 9. август 16:45 | Извештај 4 | Четвртине: 13–14, 13–14, 15–15, 14–12, 13–7              |                     |                                   | Спортска хала Вуксонг, Пекинг · Гледаоци: 11.083 · Судије: · Италија Фабио Факини · Мозамбик Абре Мухима · Србија Јасмина Татић |  |
| 9. август 16:45 | Извештај 4 | Поени: Бон 19, Чи 19 Скокови: Јунг 8 Асистенције: Јунг 5 |                     | Сантос 13 Насцименто 12 Жацинто 3 | Спортска хала Вуксонг, Пекинг · Гледаоци: 11.083 · Судије: · Италија Фабио Факини · Мозамбик Абре Мухима · Србија Јасмина Татић |  |

| 9. август 22:15 | Извештај 6 | Летонија                                                                    | 57 : 62 | Русија                                            | Спортска хала Вуксонг, Пекинг · Гледаоци: 11.083 · Судије: · Аргентина Пабло Естевез · Шпанија Хуан Ортега · Кина Ма Лијун |  |
| 9. август 22:15 | Извештај 6 | Четвртине: 7–14, 24–15, 17–12, 9–21                                         |         |                                                   | Спортска хала Вуксонг, Пекинг · Гледаоци: 11.083 · Судије: · Аргентина Пабло Естевез · Шпанија Хуан Ортега · Кина Ма Лијун |  |
| 9. август 22:15 | Извештај 6 | Поени: Јансон 24 Скокови: Таман 6, Кублина 6 Асистенције: Јакобсон-Жогота 6 |         | Шеголева 12, Корстин 12 Шеголева 12 Ракматулина 5 | Спортска хала Вуксонг, Пекинг · Гледаоци: 11.083 · Судије: · Аргентина Пабло Естевез · Шпанија Хуан Ортега · Кина Ма Лијун |  |

| 11. август 14:30 | Извештај 9 | Јужна Кореја                                    | 72 : 77 | Русија                                       | Спортска хала Вуксонг, Пекинг · Гледаоци: 11.083 · Судије: · Словачка Петр Судек · Француска Шантал Жулијен · Иран Херос Авенесијан |  |
| 11. август 14:30 | Извештај 9 | Четвртине: 15–24, 20–13, 24–21, 13–19           |         |                                              | Спортска хала Вуксонг, Пекинг · Гледаоци: 11.083 · Судије: · Словачка Петр Судек · Француска Шантал Жулијен · Иран Херос Авенесијан |  |
| 11. август 14:30 | Извештај 9 | Поени: Чи 13 Скокови: Син 3 Асистенције: Јанг 6 |         | Корстин, Шеголева 13 Осипова 9 Ракматулина 5 | Спортска хала Вуксонг, Пекинг · Гледаоци: 11.083 · Судије: · Словачка Петр Судек · Француска Шантал Жулијен · Иран Херос Авенесијан |  |

| 11. август 16:45 | Извештај 10 | Летонија                                                               | 57 : 79 | Белорусија                          | Спортска хала Вуксонг, Пекинг · Гледаоци: 11.083 · Судије: · Србија Илија Белошевић · Сједињене Америчке Државе Сузан Блауч · Јапан Јуји Хирахара |  |
| 11. август 16:45 | Извештај 10 | Четвртине: 20–21, 15–19, 14–20, 8–19                                   |         |                                     | Спортска хала Вуксонг, Пекинг · Гледаоци: 11.083 · Судије: · Србија Илија Белошевић · Сједињене Америчке Државе Сузан Блауч · Јапан Јуји Хирахара |  |
| 11. август 16:45 | Извештај 10 | Поени: Башко 19 Скокови: Јансон, Кублина, Таман 6 Асистенције: Еглит 3 |         | Лучанка 22 Верамејенка 9 Марчанка 5 | Спортска хала Вуксонг, Пекинг · Гледаоци: 11.083 · Судије: · Србија Илија Белошевић · Сједињене Америчке Државе Сузан Блауч · Јапан Јуји Хирахара |  |

| 11. август 22:15 | Извештај 12 | Аустралија                                                  | 80 : 65 | Бразил                       | Спортска хала Вуксонг, Пекинг · Гледаоци: 11.083 · Судије: · Грчка Николос Питсилкас · Кина Јанг Маогонг · Мароко Абделилах Клиф |  |
| 11. август 22:15 | Извештај 12 | Четвртине: 29–14, 21–15, 11–20, 19–16                       |         |                              | Спортска хала Вуксонг, Пекинг · Гледаоци: 11.083 · Судије: · Грчка Николос Питсилкас · Кина Јанг Маогонг · Мароко Абделилах Клиф |  |
| 11. август 22:15 | Извештај 12 | Поени: Самертон 18 Скокови: Тејлор 8 Асистенције: Харовер 5 |         | Сантос 21 Сантос 10 Сантос 3 | Спортска хала Вуксонг, Пекинг · Гледаоци: 11.083 · Судије: · Грчка Николос Питсилкас · Кина Јанг Маогонг · Мароко Абделилах Клиф |  |

| 13. август 09:00 | Извештај 13 | Белорусија                                                    | 65 : 71 | Русија                               | Спортска хала Вуксонг, Пекинг · Гледаоци: 11.083 · Судије: · Сједињене Америчке Државе Еди Раш · Италија Фабио Факини · Србија Јасмина Татић |  |
| 13. август 09:00 | Извештај 13 | Четвртине: 19–20, 8–15, 13–17, 25–19                          |         |                                      | Спортска хала Вуксонг, Пекинг · Гледаоци: 11.083 · Судије: · Сједињене Америчке Државе Еди Раш · Италија Фабио Факини · Србија Јасмина Татић |  |
| 13. август 09:00 | Извештај 13 | Поени: Марчанка 16 Скокови: Лучанка 12 Асистенције: Лучанка 4 |         | Степанова 13 Абросимова 10 Корстин 2 | Спортска хала Вуксонг, Пекинг · Гледаоци: 11.083 · Судије: · Сједињене Америчке Државе Еди Раш · Италија Фабио Факини · Србија Јасмина Татић |  |

| 13. август 14:30 | Извештај 15 | Бразил                                                                | 78 : 79 | Летонија                         | Спортска хала Вуксонг, Пекинг · Гледаоци: 11.083 · Судије: · Доминиканска Република Рејналдо Мерцедес · Француска Шантал Жулијен · Кувајт Мохамад Ал-Амири |  |
| 13. август 14:30 | Извештај 15 | Четвртине: 23–14, 13–17, 23–26, 19–22                                 |         |                                  | Спортска хала Вуксонг, Пекинг · Гледаоци: 11.083 · Судије: · Доминиканска Република Рејналдо Мерцедес · Француска Шантал Жулијен · Кувајт Мохамад Ал-Амири |  |
| 13. август 14:30 | Извештај 15 | Поени: Закрзески 16 Скокови: Сантос, Закрзески 9 Асистенције: Пинто 4 |         | Јекабсон 25 Кублина 7 Јекабсон 5 | Спортска хала Вуксонг, Пекинг · Гледаоци: 11.083 · Судије: · Доминиканска Република Рејналдо Мерцедес · Француска Шантал Жулијен · Кувајт Мохамад Ал-Амири |  |

| 13. август 20:00 | Извештај 17 | Аустралија                                                             | 90 : 62 | Јужна Кореја                                    | Спортска хала Вуксонг, Пекинг · Гледаоци: 11.083 · Судије: · Литванија Ромуалдас Бразаускас · Канада Стефан Зибел · Кина Ма Лијун |  |
| 13. август 20:00 | Извештај 17 | Четвртине: 23–14, 24–19, 26–17, 17–12                                  |         |                                                 | Спортска хала Вуксонг, Пекинг · Гледаоци: 11.083 · Судије: · Литванија Ромуалдас Бразаускас · Канада Стефан Зибел · Кина Ма Лијун |  |
| 13. август 20:00 | Извештај 17 | Поени: Тајлор, Батковић 18 Скокови: Батковић 10 Асистенције: Херовер 5 |         | Бон 20 Ким, Ли, Чи, Јанг, Бон, Парк, Сун 2 Ли 5 | Спортска хала Вуксонг, Пекинг · Гледаоци: 11.083 · Судије: · Литванија Ромуалдас Бразаускас · Канада Стефан Зибел · Кина Ма Лијун |  |

| 15. август 11:15 | Извештај 20 | Летонија                                                      | 73 : 96 | Аустралија                            | Спортска хала Вуксонг, Пекинг · Гледаоци: 11.083 · Судије: · Аргентина Пабло Естевез · Србија Јасмина Татић · Мозамбик Абру Мухимуа |  |
| 15. август 11:15 | Извештај 20 | Четвртине: 18–19, 20–22, 18–35, 17–20                         |         |                                       | Спортска хала Вуксонг, Пекинг · Гледаоци: 11.083 · Судије: · Аргентина Пабло Естевез · Србија Јасмина Татић · Мозамбик Абру Мухимуа |  |
| 15. август 11:15 | Извештај 20 | Поени: Тар 14 Скокови: Брумерман, Јансон 5 Асистенције: Тар 4 |         | Џексон 30 Тајлор 11 Харовер, Тајлор 4 | Спортска хала Вуксонг, Пекинг · Гледаоци: 11.083 · Судије: · Аргентина Пабло Естевез · Србија Јасмина Татић · Мозамбик Абру Мухимуа |  |

| 15. август 14:30 | Извештај 21 | Русија                                                        | 74 : 64 | Бразил                       | Спортска хала Вуксонг, Пекинг · Гледаоци: 11.083 · Судије: · Италија Луиђи Ламоника · Сједињене Америчке Државе Сузан Блач · Кина Ма Лијун |  |
| 15. август 14:30 | Извештај 21 | Четвртине: 21–26, 14–15, 19–15, 20–8                          |         |                              | Спортска хала Вуксонг, Пекинг · Гледаоци: 11.083 · Судије: · Италија Луиђи Ламоника · Сједињене Америчке Државе Сузан Блач · Кина Ма Лијун |  |
| 15. август 14:30 | Извештај 21 | Поени: Шеголева 14 Скокови: Корстин 10 Асистенције: Корстин 5 |         | Пинто 21 Закрзески 5 Пинто 6 | Спортска хала Вуксонг, Пекинг · Гледаоци: 11.083 · Судије: · Италија Луиђи Ламоника · Сједињене Америчке Државе Сузан Блач · Кина Ма Лијун |  |

| 15. август 22:15 | Извештај 24 | Јужна Кореја                                             | 53 : 63 | Белорусија                       | Спортска хала Вуксонг, Пекинг · Гледаоци: 11.083 · Судије: · Грчка Николас Питсилкас · Кина Јанг Маогонг · Мароко Абделилах Клеф |  |
| 15. август 22:15 | Извештај 24 | Четвртине: 15–12, 13–21, 9–17, 16–13                     |         |                                  | Спортска хала Вуксонг, Пекинг · Гледаоци: 11.083 · Судије: · Грчка Николас Питсилкас · Кина Јанг Маогонг · Мароко Абделилах Клеф |  |
| 15. август 22:15 | Извештај 24 | Поени: Ли, Јанг 10 Скокови: Ли, Бон 6 Асистенције: Бон 3 |         | Сницина 15 Лучанка 14 Марчанка 5 | Спортска хала Вуксонг, Пекинг · Гледаоци: 11.083 · Судије: · Грчка Николас Питсилкас · Кина Јанг Маогонг · Мароко Абделилах Клеф |  |

| 17. август 11:15 | Извештај 26 | Аустралија                                                       | 75 : 55 | Русија                                     | Спортска хала Вуксонг, Пекинг · Гледаоци: 11,083 · Судије: · Аргентина Пабло Естевез · Словачка Петр Судек · Француска Шантал Жилијен |  |
| 17. август 11:15 | Извештај 26 | Четвртине: 15–19, 10–18, 30–10, 20–8                             |         |                                            | Спортска хала Вуксонг, Пекинг · Гледаоци: 11,083 · Судије: · Аргентина Пабло Естевез · Словачка Петр Судек · Француска Шантал Жилијен |  |
| 17. август 11:15 | Извештај 26 | Поени: Шнел, Џексон 16 Скокови: Џексон 14 Асистенције: Харовер 7 |         | Хемон 20 Абросимова, Осипова 9 Карпунина 2 | Спортска хала Вуксонг, Пекинг · Гледаоци: 11,083 · Судије: · Аргентина Пабло Естевез · Словачка Петр Судек · Француска Шантал Жилијен |  |

| 17. август 14:30 | Извештај 27 | Јужна Кореја                                    | 72 : 68 | Летонија                                      | Спортска хала Вуксонг, Пекинг · Гледаоци: 11,083 · Судије: · Порторико Хосе Кареон · Канада Дауна Таунсенд · Аустралија Скот Батлер |  |
| 17. август 14:30 | Извештај 27 | Четвртине: 20–22, 22–13, 18–9, 12–24            |         |                                               | Спортска хала Вуксонг, Пекинг · Гледаоци: 11,083 · Судије: · Порторико Хосе Кареон · Канада Дауна Таунсенд · Аустралија Скот Батлер |  |
| 17. август 14:30 | Извештај 27 | Поени: Парк 17 Скокови: Ли 10 Асистенције: Ли 4 |         | Јекабсон-Жогота 22 Таман 11 Јекабсон-Жогота 5 | Спортска хала Вуксонг, Пекинг · Гледаоци: 11,083 · Судије: · Порторико Хосе Кареон · Канада Дауна Таунсенд · Аустралија Скот Батлер |  |

| 17. август 16:45 | Извештај 28 | Бразил                                                            | 68 : 53 | Белорусија                                        | Спортска хала Вуксонг, Пекинг · Гледаоци: 11,083 · Судије: · Шпанија Хоан Ортега · Србија Илија Белошевић · Кина Ма Лијун |  |
| 17. август 16:45 | Извештај 28 | Четвртине: 20–12, 19–14, 10–12, 19–15                             |         |                                                   | Спортска хала Вуксонг, Пекинг · Гледаоци: 11,083 · Судије: · Шпанија Хоан Ортега · Србија Илија Белошевић · Кина Ма Лијун |  |
| 17. август 16:45 | Извештај 28 | Поени: Сантос 14 Скокови: Насцименто 10 Асистенције: Насцименто 3 |         | Ануфриенка, Левченко 10 Верамејенка 10 Марчанка 4 | Спортска хала Вуксонг, Пекинг · Гледаоци: 11,083 · Судије: · Шпанија Хоан Ортега · Србија Илија Белошевић · Кина Ма Лијун |  |

### Група Б
| Репрезентација   | Ута. | Поб. | Изг. | К+  | К-  | КР   | Бод. |
| Сједињене Државе | 5    | 5    | 0    | 491 | 276 | +215 | 10   |
| Кина             | 5    | 4    | 1    | 358 | 346 | +12  | 9    |
| Шпанија          | 5    | 3    | 2    | 357 | 324 | +33  | 8    |
| Чешка            | 5    | 2    | 3    | 346 | 356 | -10  | 7    |
| Нови Зеланд      | 5    | 1    | 4    | 320 | 423 | -103 | 6    |
| Мали             | 5    | 0    | 5    | 255 | 402 | -147 | 5    |

### Финална фаза
|  | Четвртфинале     | Четвртфинале     |            |     | Полуфинале  | Полуфинале  |  |  | Финале | Финале |
|  |                  |                  |            |     |             |             |  |  |        |        |
|  | 19. август       |                  |            |     |             |             |  |  |        |        |
|  |                  |                  |            |     |             |             |  |  |        |        |
|  | Русија           | 84               |            |     |             |             |  |  |        |        |
|  | Русија           | 84               | 21. август |     |             |             |  |  |        |        |
|  | Шпанија          | 65               |            |     |             |             |  |  |        |        |
|  | Шпанија          | 65               | Русија     | 52  |             |             |  |  |        |        |
|  | 19. август       |                  | Русија     | 52  |             |             |  |  |        |        |
|  |                  | Сједињене Државе | 67         |     |             |             |  |  |        |        |
|  | Сједињене Државе | Сједињене Државе | 67         | 104 |             |             |  |  |        |        |
|  | Сједињене Државе |                  | 23. август | 104 |             |             |  |  |        |        |
|  | Јужна Кореја     | 60               |            |     |             |             |  |  |        |        |
|  | Јужна Кореја     | 60               | Аустралија | 65  |             |             |  |  |        |        |
|  | 19. август       |                  | Аустралија | 65  |             |             |  |  |        |        |
|  |                  | Сједињене Државе | 92         |     |             |             |  |  |        |        |
|  | Кина             | Сједињене Државе | 92         | 77  |             |             |  |  |        |        |
|  | Кина             | 21. август       |            | 77  |             |             |  |  |        |        |
|  | Белорусија       | 62               |            |     |             |             |  |  |        |        |
|  | Белорусија       | 62               | Кина       | 56  |             |             |  |  |        |        |
|  | 19. август       |                  | Кина       | 56  |             |             |  |  |        |        |
|  |                  | Аустралија       | 90         |     | Треће место | Треће место |  |  |        |        |
|  | Аустралија       | Аустралија       | 90         | 79  | Треће место | Треће место |  |  |        |        |
|  | Аустралија       |                  | 23. август | 79  |             |             |  |  |        |        |
|  | Чешка            | 46               |            |     |             |             |  |  |        |        |
|  | Чешка            | 46               | Русија     | 94  |             |             |  |  |        |        |
|  |                  |                  |            |     |             |             |  |  |        |        |
|  | Кина             | 81               |            |     |             |             |  |  |        |        |
|  | Кина             | 81               |            |     |             |             |  |  |        |        |

### Утакмица за бронзу
| 23. август 19:30 | Извештај 73 | Русија                                                        | 94 : 81 | Кина                     | Спортска хала Вуксонг, Пекинг · Гледаоци: 11.083 · Судије: · Аустралија Скот Батлер · Сједињене Америчке Државе Сузан Блач · Словачка Петр Судек |  |
| 23. август 19:30 | Извештај 73 | Четвртине: 24-23, 28-16, 20-18, 22-24                         |         |                          | Спортска хала Вуксонг, Пекинг · Гледаоци: 11.083 · Судије: · Аустралија Скот Батлер · Сједињене Америчке Државе Сузан Блач · Словачка Петр Судек |  |
| 23. август 19:30 | Извештај 73 | Поени: Хемон 22 Скокови: Степанова 9 Асистенције: Карпунина 5 |         | Чен 26 Биан, Су 6 Сонг 7 | Спортска хала Вуксонг, Пекинг · Гледаоци: 11.083 · Судије: · Аустралија Скот Батлер · Сједињене Америчке Државе Сузан Блач · Словачка Петр Судек |  |

### Финале
| 23. август 22:00 | Извештај 74 | Сједињене Државе                                        | 92 : 65 | Аустралија                  | Спортска хала Вуксонг, Пекинг · Гледаоци: 11.083 · Судије: · Грчка Николас Завланос · Француска Шантал Жилијен · Јапан Јуји Хирахара |  |
| 23. август 22:00 | Извештај 74 | Четвртине: 22-15, 25-15, 22-24, 23-11                   |         |                             | Спортска хала Вуксонг, Пекинг · Гледаоци: 11.083 · Судије: · Грчка Николас Завланос · Француска Шантал Жилијен · Јапан Јуји Хирахара |  |
| 23. август 22:00 | Извештај 74 | Поени: Лоусон 15 Скокови: Лесли 7 Асистенције: Томсон 4 |         | Џексон 20 Џексон 10 Грима 2 | Спортска хала Вуксонг, Пекинг · Гледаоци: 11.083 · Судије: · Грчка Николас Завланос · Француска Шантал Жилијен · Јапан Јуји Хирахара |  |

## Медаље
| · 2. место · Аустралија · | · Олимпијски победник · Сједињене Државе · 6. титула | · 3. место · Русија · |

## Коначан пласман
| Позиција | Репрезентација            | Бод | Поб | Изг | К+  | К-  | КР   | Позиција | Просек |
| -------- | ------------------------- | --- | --- | --- | --- | --- | ---- | -------- | ------ |
| Злато    | Сједињене Америчке Државе | 8   | 8   | 0   | 754 | 453 | +301 |          |        |
| Сребро   | Аустралија                | 8   | 7   | 1   | 658 | 513 | +145 |          |        |
| Бронза   | Русија                    | 8   | 6   | 2   | 569 | 546 | +23  |          |        |
| 4.       | Кина                      | 8   | 5   | 3   | 572 | 592 | -20  | --       |        |
| 5.       | Шпанија                   | 6   | 3   | 3   | 422 | 408 | +14  | --       |        |
| 6.       | Белорусија                | 6   | 2   | 4   | 386 | 409 | -23  | A-3.     |        |
| 7.       | Чешка                     | 6   | 2   | 4   | 392 | 435 | -43  | Б-4.     | 0.901  |
| 8.       | Јужна Кореја              | 6   | 2   | 4   | 387 | 464 | -77  | A-4.     | 0.834  |
| 9.       | Летонија                  | 5   | 1   | 4   | 334 | 387 | -53  | A-5.     | 0.863  |
| 10.      | Нови Зеланд               | 5   | 1   | 4   | 320 | 423 | -103 | Б-5.     | 0.757  |
| 11.      | Бразил                    | 5   | 1   | 4   | 337 | 354 | -17  | A-6.     |        |
| 12.      | Мали                      | 5   | 0   | 5   | 255 | 402 | -147 | --       |        |